# Municipio Chenalhó
Koordinaten: 16° 53′ N, 92° 38′ W
Chenalhó ist ein Municipio im Zentrum des mexikanischen Bundesstaats Chiapas. Das Municipio hat etwa 36.000 Einwohner und eine Fläche von 252,2 km². Größter Ort des Municipios und Verwaltungssitz ist das gleichnamige Chenalhó.
Der Name Chenalhó kommt aus dem Tzotzil und bedeutet „Höhlenwasser“.

## Geographie
Das Municipio Chenalhó liegt zentral im mexikanischen Bundesstaat Chiapas auf Höhen zwischen 300 m und 2400 m. Es zählt zur Gänze zur physiographischen Provinz der Sierra Madre de Chiapas und liegt gänzlich in der hydrologischen Region Grijalva-Usumacinta. Die Geologie des Municipios wird zu 43 % von Sandstein-Lutit bestimmt bei 33 % schluffigem Sandstein und 24 % Kalkstein; vorherrschende Bodentypen sind der Luvisol (71 %) und Alisol (15 %). Etwa 56 % der Gemeindefläche dienen dem Ackerbau, 43 % sind bewaldet.
Das Municipio Chenalhó grenzt an die Municipios Pantelhó, San Juan Cancuc, Tenejapa, Mitontic, Chamula, Aldama, Larráinzar und Chalchihuitán.

## Bevölkerung
Beim Zensus 2010 wurden im Municipio 36.111 Menschen in 6.833 Wohneinheiten gezählt. Davon wurden 31.788 Personen als Sprecher einer indigenen Sprache registriert, davon 27.926 Sprecher des Tzotzil und 1.653 Sprecher des Tzeltal. Gut 34 Prozent der Bevölkerung waren Analphabeten. 11.049 Einwohner wurden als Erwerbspersonen registriert, wovon mehr als 76 % Männer bzw. 1,1 % arbeitslos waren. Gut 72 % der Bevölkerung lebten in extremer Armut.

## Orte
Das Municipio Chenalhó umfasst 114 bewohnte localidades, von denen nur der Hauptort vom INEGI als urban klassifiziert ist. Sechs der Orte wiesen beim Zensus 2010 eine Einwohnerzahl von über 1000 auf, 31 Orte hatten weniger als 100 Einwohner. Die größten Orte sind:
| Ort                          | Einwohner | Lage bedeutender Ortschaften im Municipio Chenalhó |
| Chenalhó                     | 3143      | Lage bedeutender Ortschaften im Municipio Chenalhó |
| Tzeltal                      | 2068      | Lage bedeutender Ortschaften im Municipio Chenalhó |
| Belisario Domínguez          | 1526      | Lage bedeutender Ortschaften im Municipio Chenalhó |
| Yibeljoj                     | 1286      | Lage bedeutender Ortschaften im Municipio Chenalhó |
| Puebla                       | 1245      | Lage bedeutender Ortschaften im Municipio Chenalhó |
| Miguel Utrilla (Los Chorros) | 1113      | Lage bedeutender Ortschaften im Municipio Chenalhó |
| La Libertad                  | 0897      | Lage bedeutender Ortschaften im Municipio Chenalhó |
| Yabteclum Fracción Dos       | 0894      | Lage bedeutender Ortschaften im Municipio Chenalhó |
| Polhó                        | 0810      | Lage bedeutender Ortschaften im Municipio Chenalhó |
| Canolal                      | 0783      | Lage bedeutender Ortschaften im Municipio Chenalhó |